# Giovanni Agostino Perotti
Giovanni Agostino Perotti, né le 12 avril 1769 à Verceil et mort à Venise le 6 juin 1855, est un compositeur et maître de chapelle italien.

## Biographie
Giovanni Agostino Perotti étudie la musique dès son jeune âge avec son frère aîné Giandomenico, tout en faisant des études littéraires. Il doit renoncer à des études universitaires de médecine, en raison du climat politique difficile de l'époque, et opter pour des études musicales. Il est l'élève de l'Accademia Filarmonica di Bologna, où il a comme professeur Stanislao Mattei, avec qui obtient son diplôme le 5 mai 1791. Il reste dans la ville d'Émilie jusqu'en 1794, puis s'installe à Venise, où il entre bientôt à la prestigieuse Cappella Marciana, dont il devient directeur en 1811. À Venise, il est membre de l'Ateneo Veneto di Scienze, Lettere ed Arti, ainsi que d'autres institutions culturelles importantes.
Le 13 septembre 1807, il épouse Diana Spada, qui lui donne sept enfants.

## Compositions

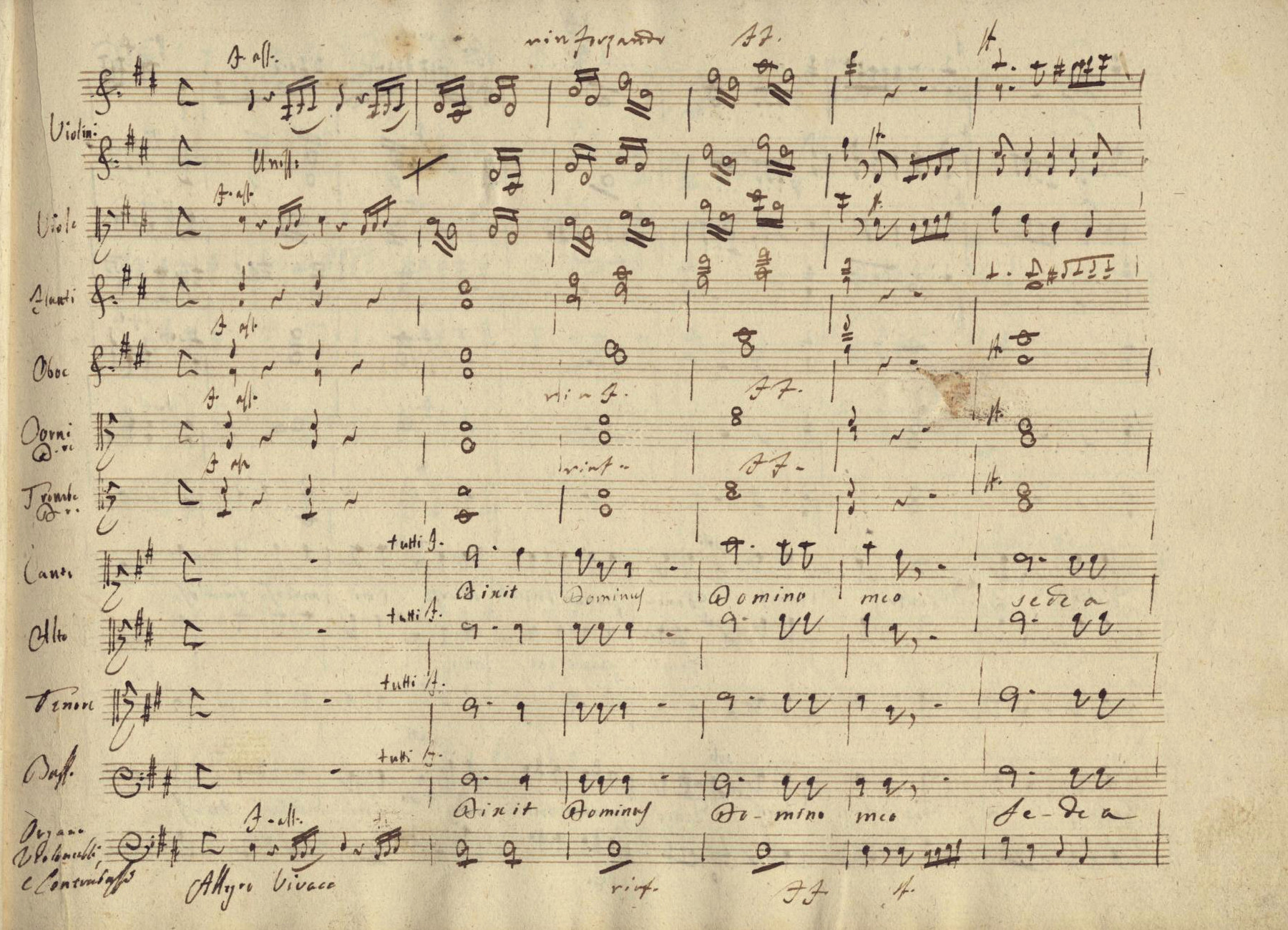
Dixit Dominus (1829)

Son rôle de directeur de la Marciana l'amène à composer une série de pièces pour la liturgie. En plus de diverses messes de Noël, il écrit plusieurs offertoires, hymnes et motets, dénotant un contrepoint rigoureux et une inspiration qu'il retire des grands maîtres de l'école vénitienne, en particulier Benedetto Marcello.

## Source de la traduction
- (it) Cet article est partiellement ou en totalité issu de l’article de Wikipédia en italien intitulé « Giovanni Agostino Perotti » (voir la liste des auteurs).